# Punti di scacchiere
Punti di scacchiere è un'espressione utilizzata in araldica per indicare uno scudo scaccato di 15 scacchi, 8 di uno smalto e 7 di un altro, generati da uno scudo partito di due e troncato di quattro. L'espressione punti equipollenti indica invece lo scudo scaccato di 9 scacchi.

Scaccato di sette punti d'argento e otto di nero (stemma del Casato di Ascania)

## Traduzioni
- Francese: points